# Yohan Blake
Yohan Blake (Saint James, 1989. december 26. –) olimpiai és világbajnok jamaicai rövidtávfutó.
9,69-es legjobbjával a világ második leggyorsabb sprintere 100 méteren Tyson Gay-jel egyetemben. Noha 2011 májusában 9,80-ot futott Kingstonban, ezt az eredményt 2,2 m/s-os hátszél miatt nem hitelesítették. Blake a legfiatalabb atléta, aki 10 másodpercen belül futotta a 100 métert. 19 év 196 naposan lépte át először ezt a szintet.
Blake edzője az a Glen Mills, aki jelenleg Usain Bolt segítője is, eddigi pályafutása alatt pedig olyan sikeres atlétákkal dolgozott, mint Kim Collins vagy Dwain Chambers.

## Pályafutása

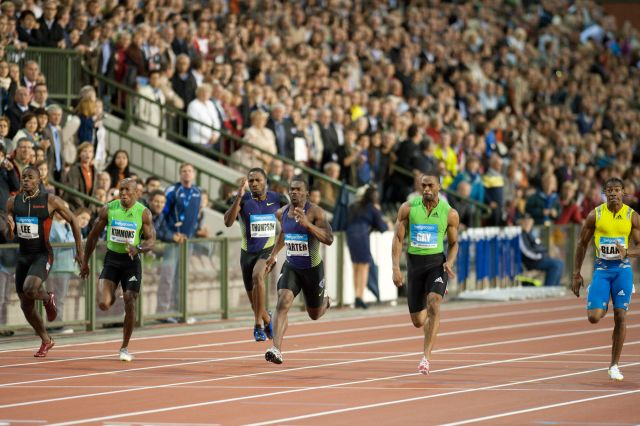
Blake egy 2010-es versenyen (jobbra)

2005-ben hetedik lett 100 méteren az ifjúsági világbajnokságon. 2006-ban két érmet szerzett a junior világbajnokságon. 100-on harmadik lett, a négyszer százas jamaicai váltóval pedig aranyérmet nyert.
Egy év múlva 10,11-dal új junior jamaicai rekordot futott 100 méteren. A rekord a CARIFTA játékokon született, és győzelmet ért a számon.
A 2007-es junior pánamerikai játékokon Keston Bledman mögött másodikként zárt 100 méteren, a váltóval pedig harmadik lett négyszer négyszázon. 2008-ban, a lengyel Bydgoszczben rendezett junior világbajnokságon nem sikerült a címvédés a váltóval: négyszer százon ezüstérmet szerzett.
Nem sokkal a 2009-es berlini világbajnokság előtt – több honfitársával együtt – doppingügybe keveredett, szervezetében a serkentők közé tartozó metilxantinra bukkantak. Az eset miatt a jamaicai szövetség nem nevezte a világbajnokságra.
A riói olimpián olimpiai bajnok lett férfi 4x100 méteren a jamaicai váltó (Asafa Powell, Yohan Blake, Nickel Ashmeade, Usain Bolt) tagjaként.

### Tegui sikerek
A tegui világbajnokságon nagy esélye nyílt az éremszerzésre 100 méteren, miután Mike Rodgers, Steve Mullings, Tyson Gay valamint Asafa Powell lemondta a részvételt. Az előfutamokból a második legjobb időeredménnyel jutott tovább, az elődöntőkben pedig egyedül ő futott 10 másodperc alatt, 9,95-dal leggyorsabbként került a döntőbe. A fináléban ettől függetlenül magasan a címvédő, egyben világcsúcstartó Usain Bolt volt a fő esélyes. Bolt azonban a kiugrott a döntő rajtjában, ami azonnali kizárást jelentett. Az újralőtt rajthoz így Blake győzelmi reményekkel állhatott oda, és végül elsőként, 9,92-os eredménnyel futotta le a távot. A második helyezett Walter Dixet 0,16 másodperccel, a bronzérmes Kim Collinst 0,17 másodperccel előzte meg.
Blake tagja volt a négyszer százas jamaicai váltónak is. A döntőben Nesta Carter, Michael Frater és Usain Bolt társaként futott, négyesük pedig 37,04-os új világrekorddal aranyérmes lett.

## Egyéni legjobbjai
| Versenyszám          | Időredmény | Szélsebesség | Helyszín  | Dátum                |
| Szabadtér            | Szabadtér  | Szabadtér    | Szabadtér | Szabadtér            |
| -------------------- | ---------- | ------------ | --------- | -------------------- |
| 100 méteres síkfutás | 9,69 s     | -0,1 m/s     | Lausanne  | 2012. augusztus 23.  |
| 200 méteres síkfutás | 19,26 s    | +0,7 m/s     | Brüsszel  | 2011. szeptember 16. |
| Fedett pálya         |            |              |           |                      |
| 60 méteres síkfutás  | 6,78 s     | –            | New York  | 2008. február 1.     |